# Всеволод Мејерхољд
Всеволод Емиљевич Мејерхољд (рођен као Карл Казимир Теодор Мајерхолд; Пенза, 9. фебруар 1874 — Москва, 2. фебруар 1940) био је руски и совјетски позоришни редитељ, глумац и позоришни теоретичар немачког порекла. Његов рад, обележен провокативним експериментима, симболизмом, стилизацијом и развојем биомеханике, сврстава га међу најзначајније и најутицајније позоришне ствараоце прве половине 20. века и пионире позоришне авангарде. Иако је у почетку био близак сарадник Константина Станиславског у Московском уметничком театру, касније се окренуо антиреалистичком театру. Након почетне подршке Октобарској револуцији, сукобио се са државном идеологијом социјалистичког реализма, што је довело до његовог хапшења и погубљења током Стаљинових чистки.

## Биографија

### Младост и Московски уметнички театар
Рођен је као Карл Мајерхолд у Пензи, у лутеранској породици немачког порекла. Након што је напунио 21 годину, прешао је у православље и узео име Всеволод Емиљевич Мејерхољд. Студирао је право на Московском универзитету, али га је напустио да би се 1896. уписао на драмску школу Московског филхармонијског друштва, где му је професор био Владимир Немирович-Данченко.
Године 1898, био је један од првих глумаца које су Константин Станиславски и Немирович-Данченко ангажовали за новоосновани Московски уметнички театар (МХТ). У МХТ-у је остварио запажене улоге, укључујући Трепљева у првој, чувеној продукцији Галеба Антона Чехова (1898) и Тузенбаха у Три сестре (1901).

### Редитељски почеци и експерименти
Незадовољан натурализмом МХТ-а, Мејерхољд напушта театар 1902. године и почиње да ради као редитељ, трагајући за новим, стилизованим формама. Водио је сопствену трупу, а затим је радио као главни редитељ у Позоришту Вере Комисаржевске у Санкт Петербургу (1906—1907), где је експериментисао са симболистичким театарским концептом "условног позоришта". Од 1908. до 1917. радио је као редитељ и глумац у царским Александринском и Маријинском театру у Санкт Петербургу, где је режирао оперске и драмске представе.

### Револуција и совјетски театар
Мејерхољд је са одушевљењем дочекао Октобарску револуцију 1917. и убрзо постао једна од најистакнутијих фигура совјетског позоришта. Придружио се Бољшевичкој партији 1918. године. Веровао је да позориште треба да одражава нову револуционарну стварност и активно је сарађивао са авангардним уметницима, попут песника Владимира Мајаковског и конструктивистичких сценографа као што је Љубов Попова.
Почетком 1920-их развио је свој чувени систем глумачког тренинга назван биомеханика, који је наглашавао физичку спремност, прецизност покрета, ритам и ефикасност глумчевог израза, као одговор на психолошки приступ Станиславског.
Основао је сопствено позориште у Москви (Позориште Мејерхољда, познато као ТИМ, касније ГосТИМ) 1920. године. Његове представе из овог периода биле су радикалне, често користећи конструктивистичку сценографију, циркуске елементе, гротеску и директно обраћање публици. Међу најзначајнијим продукцијама су:
- Мистерија-Буф Владимира Мајаковског (1918, 1921)
- Великодушни рогоња Фернана Кромелинка (1922) - чувена представа са конструктивистичком сценографијом Љубов Попове
- Тарелкинова смрт Александра Сухово-Кобилина (1922)
- Ревизор Николаја Гогоља (1926) - радикална, гротескна интерпретација класика
- Стеница Мајаковског (1929)
- Купатило Мајаковског (1930)[1][2]

### Сукоб са властима и трагични крај
Крајем 1920-их и током 1930-их, са учвршћивањем Стаљинове власти и наметањем доктрине социјалистичког реализма као јединог прихватљивог уметничког правца, Мејерхољдов експериментални и "формалистички" театар постао је мета све оштријих критика. Његово позориште је затворено 1938. године.
Иако му је Станиславски (тада на челу новог оперског студија) понудио посао, Мејерхољд је ухапшен од стране НКВД-а у Лењинграду 20. јуна 1939. године. Убрзо након његовог хапшења, његова супруга, глумица Зинаида Рајх, пронађена је брутално убијена у њиховом стану у Москви 15. јула 1939, под неразјашњеним околностима које се често повезују са НКВД-ом.
У затвору Лубјанка, Мејерхољд је био подвргнут мучењу како би признао апсурдне оптужбе за антисовјетску активност, шпијунажу и троцкизам. Осуђен је на смрт и стрељан 2. фебруара 1940. године. Његова судбина и рад су деценијама били прећуткивани у Совјетском Савезу.

### Рехабилитација и наслеђе
Мејерхољд је правно рехабилитован постхумно 1955. године током процеса дестаљинизације. Од тада, његов рад и теоријски списи су поново откривени и доживели су међународно признање. Његове идеје о "условном театру", биомеханици и улози редитеља извршиле су огроман утицај на многе позоришне ствараоце 20. и 21. века, укључујући Сергеја Ејзенштајна (који је са њим сарађивао), Бертолта Брехта, Јежија Гротовског и Питера Брука. Биомеханика се и данас проучава и примењује као систем глумачког тренинга широм света.

## Биомеханика
Биомеханика је систем глумачког тренинга који је Мејерхољд развио почетком 1920-их. За разлику од психолошког приступа Станиславског, биомеханика ставља нагласак на физичку спремност и прецизност глумца. Основни принципи укључују:
- **Ефикасност покрета:** Елиминисање сувишних покрета, слично раду машине или атлете.
- **Ритам:** Свест о ритму покрета и говора.
- **Рефлексна ексцитабилност:** Способност брзог реаговања на спољашње и унутрашње стимулусе.
- **Циклус покрета:** Сваки покрет има три фазе: намера (отказ), реализација и завршетак (точка).
- **Физичка радња као основа:** Веровање да прецизна физичка радња може изазвати одговарајућу емоцију.

Биомеханика је укључивала сет специфичних вежби (етјуда) као што су "бацање камена", "скакање на груди", "ударац бодежом" итд., које су развијале глумчеву координацију, равнотежу, флексибилност и експресивност.

## Одабране режије
- Хеда Габлер (Ибсен), 1906.
- Буђење пролећа (Ведекинд), 1907.
- Дон Жуан (Молијер), 1910.
- Маскарада (Љермонтов), 1917.
- Мистерија-Буф (Мајаковски), 1918, 1921.
- Великодушни рогоња (Фернан Кромелинк), 1922.
- Ревизор (Гогољ), 1926.
- Стеница (Мајаковски), 1929.
- Купатило (Мајаковски), 1930.
- Дама с камелијама (Дима син), 1934.